# Карт-Абулхайр-хан
Карт-Абулхаир-хан (каз. Қарт-Әбілқайыр; 1687-1730) — был чингизидом и занимал пост хана Старшего жуза с 1718 по 1730 год.
В отличие от более известных ханов, таких как Абулхаир-хан Младшего жуза, о Карт-Абулхаир-хане сохранилось мало документированных данных. Это может быть связано с недостатком письменных источников того периода или с тем, что его роль в истории была менее заметной.